# ديك مولفاني
ديك مولفاني (بالإنجليزية: Dick Mulvaney)‏ هو لاعب كرة قدم بريطاني في مركز الدفاع، ولد في 5 أغسطس 1942 في City of Sunderland ‏ في المملكة المتحدة. لعب مع أولدهام أثلتيك وبلاكبيرن روفرز ونادي روتشديل ونادي غيتزهد.